# デビルサマナーシリーズ
デビルサマナーシリーズ（DEVIL SUMMONER SERIES）は、アトラスより発売されているRPGのシリーズ作品。『女神転生』シリーズの派生作品。

## 概要
1作目は金を代価に悪魔絡みの事件専門の探偵として解決するデビルサマナー（悪魔召喚師）を主人公にし、ハードボイルド的要素を取り入れ、2作目はその雰囲気を継承しつつ事件に巻き込まれた少年たちを主軸に置き、3作目以降はそれまでとは雰囲気が異なり、漫画などでしばしば題材となる「退魔師」ノリの伝奇物となっている。本シリーズを通して原案者となる金子一馬の談では、『デビルサマナー 葛葉ライドウ 対 超力兵団』発売時のトークショーにおいて、「（キャラクターデザイン上、）僕の描く『女神転生』の主人公は、ぼけっとしたキャラクタが多いが、これはそこに感情移入してほしいと思っているため。ただ『デビルサマナー』は多少色が付いていて、全員ニヤッとしている」という。
悪魔を召喚する力を手に入れた主人公がその都市における善と悪のデビルサマナーの戦いに巻き込まれていくというストーリーは共通である。
シリーズの特徴としては、悪魔合体を行う施設が「ヴィクトル」を主とする「業魔殿」であることや葛葉一族の存在などが挙げられる。開発スタッフからは『真・女神転生シリーズ』にドラマ性を持ち込んだものが本シリーズであると解説されている。
『真・女神転生』が199X年の東京大破壊から大きな歴史の転機を迎えるのに対し、デビルサマナー1作目の冒頭でこの199X年の大破壊が起こらないことが明示されており、別の歴史を歩むというパラレルワールドの関係になっている。ただし、時代背景が過去の葛葉ライドウでは『真・女神転生シリーズ』との歴史のつながりや分岐も示唆されている。
システムの面では『真・女神転生デビルサマナー』と『デビルサマナー ソウルハッカーズ』は『真・女神転生if...』の発展型で、一人称視点3Dダンジョンのコマンド入力型のRPGである一方、「#ライドウシリーズ」2部作については、三人称視点3Dダンジョンのアクション戦闘になり、デビサマシリーズのシンボルともいえる銃型COMP『GUMP』も歴史的技術背景から登場せず、基本的なシステムは引き継がれているものの、ほとんど一新されてほぼ別シリーズとなっている。

## ゲームシステム
本シリーズの仲魔には忠誠度（VICE SYSTEM）が設定されており、『真・女神転生デビルサマナー』および『デビルサマナー ソウルハッカーズ』では、忠誠度が低いうちは大まかな命令しか聞かず、命令をボイコットされることも少なくない。忠誠度を上げることで、詳細な命令を出すことができるようになり、命令にも従うようになる。ただし、忠誠度が最高であっても、稀にボイコットされることがある。『デビルサマナー 葛葉ライドウ 対 超力兵団』では、忠誠度がMAXでない仲魔を合体させることはできないが、『デビルサマナー 葛葉ライドウ 対 アバドン王』では、忠誠度が低くても合体させられる。また、忠誠度がMAXになると「思い出特技」として特殊な特技を覚える。これらは合体の際に継承されていき、悪魔の性格によっては戦闘時の行動などが影響する。
また、特別な種族が登場しており、『真・女神転生デビルサマナー』と『デビルサマナー ソウルハッカーズ』には、「造魔」や「英雄」などである。『デビルサマナー 葛葉ライドウ 対 超力兵団』と『デビルサマナー 葛葉ライドウ 対 アバドン王』では、種族が「管属」で分類されており、他の女神転生シリーズと比べて大きく異なったものとなっている。

## 作品一覧
本シリーズより派生した後述の「#ライドウシリーズ」も参照。
| 1995 | 真・女神転生デビルサマナー                |
| 1996 |                                           |
| 1997 | デビルサマナー ソウルハッカーズ           |
| 1998 |                                           |
| 1999 |                                           |
| 2000 |                                           |
| 2001 |                                           |
| 2002 |                                           |
| 2003 |                                           |
| 2004 |                                           |
| 2005 |                                           |
| 2006 | デビルサマナー 葛葉ライドウ 対 超力兵団   |
| 2007 |                                           |
| 2008 | デビルサマナー 葛葉ライドウ 対 アバドン王 |
| 2009 |                                           |
| 2010 |                                           |
| 2011 |                                           |
| 2012 |                                           |
| 2013 |                                           |
| 2014 |                                           |
| 2015 |                                           |
| 2016 |                                           |
| 2017 |                                           |
| 2018 |                                           |
| 2019 |                                           |
| 2020 |                                           |
| 2021 |                                           |
| 2022 | ソウルハッカーズ2                         |

### ゲーム
- 真・女神転生デビルサマナー（セガサターン、1995年12月25日）
  - 真・女神転生デビルサマナー（PlayStation Portable、2005年12月22日）
- デビルサマナー ソウルハッカーズ（セガサターン、1997年11月13日）
  - デビルサマナー ソウルハッカーズ（PlayStation、1999年4月8日）
  - デビルサマナー ソウルハッカーズ（ニンテンドー3DS、2012年8月30日）
- デビルサマナー 葛葉ライドウ 対 超力兵団（PlayStation 2、2006年3月2日）
- デビルサマナー 葛葉ライドウ 対 アバドン王（PlayStation 2、2008年10月23日）
- ソウルハッカーズ2（PlayStation 4・PlayStation 5・Xbox One・Xbox Series X/S・Steam、2022年8月25日）

### 携帯アプリ

#### 真・女神転生ピンボール JUDGEMENT
『真・女神転生デビルサマナー』を題材としたピンボールゲーム。
- iアプリ版 - 2006年3月3日配信開始
- S!アプリ版 - 2006年7月12日配信開始
- EZアプリ版 - 2006年10月5日配信開始

#### デビルサマナー ソウルハッカーズ Intruder
本作から半年後を描いた続編。
- iアプリ版 - 2007年8月30日配信開始
- S!アプリ版 - 2007年10月1日配信開始

## ライドウシリーズ
先述の「#作品一覧」より、「14代目 葛葉ライドウ」を主人公とした2部作は、「女神転生シリーズ」ないし本シリーズの中でも外伝作品と位置付けられ、「ライドウシリーズ」とも称される。これは、「女神転生シリーズ」の時代設定が現代であったことに対し、同2部作では大正時代とされていることにあり、「大正ロマン」の先駆け的存在ともされる。なお、「14代目 葛葉ライドウ」は『帝都物語』がモデルの1つとされており、同2部作のディレクターを務めた山井一千も2021年のインタビューにて、『帝都物語』が好きであったことを明かす。
主人公「14代目 葛葉ライドウ」は他作品へも客演する。2025年に『対 超力兵団』のHDリマスター版が発売され、主要キャラクターの担当声優も既存のドラマCD版から続投となった。
以下、2部作の派生作品も含めて、詳細は各リンク先を参照。
- ゲーム『デビルサマナー 葛葉ライドウ 対 超力兵団』（2006年3月2日）
  - HDリマスター版『RAIDOU Remastered: 超力兵団奇譚』（2025年6月19日）
- 小説『デビルサマナー 葛葉ライドウ 対 死人驛使』（2006年10月30日、著：蕪木統文）
  - 『対 超力兵団』の前日譚にあたる。
- ゲーム『デビルサマナー 葛葉ライドウ 対 アバドン王』（2008年10月23日）
- 漫画『デビルサマナー 葛葉ライドウ 対 コドクノマレビト』（2009年5月 - 2012年3月、漫画：綾村切人）
- ドラマCD『デビルサマナー 葛葉ライドウ 対 隻眼化神』（2009年8月 - 9月）

### 他作品への登場
- ゲーム『真・女神転生III-NOCTURNE マニアクス クロニクルエディション』 - PS2用、アトラス、2008年10月23日
  - 既存作品『真・女神転生III-NOCTURNE マニアクス』（PS2用、アトラス、2004年1月29日）で登場した「デビルメイクライシリーズ」（カプコン）の主人公・ダンテの代替として、「14代目 葛葉ライドウ」が登場[6]。
  - 移植・リマスターされた『真・女神転生III NOCTURNE HD REMASTER』（NS / PS4用、アトラス、2020年10月29日）は、上記『クロニクルエディション』に準拠したため、同作品にも登場[6]。
- ゲーム『デビルサマナー ソウルハッカーズ』 - 3DS用、アトラス、2012年8月30日
  - 本編クリア後のマップ「エキストラダンジョン」にて、歴代デビルサマナーの1人として「14代目 葛葉ライドウ」が登場[7]。

### その他
- フィギュア「D-Arts 葛葉ライドウ」（2013年6月）[7]

## 登場キャラクター
先述の「#作品一覧」より、「デビルサマナーシリーズ」に該当する登場キャラクターのうち、複数作品への登場が見受けられるキャラクターは以下の通り。

### ライドウシリーズ
葛葉 ライドウ（くずのは ライドウ）
声 - 原田友貴（2008年）、杉田智和（2009年・2025年）
「ライドウシリーズ」の主人公。10代後半。悪魔を使役しながら悪魔の討伐を行う悪魔召喚師の候補生。
1000年以上の歴史の中で魔物と対峙してきた退魔の一族の里「葛葉の里」で生まれ育ち、里の「修験場」にて、里長から課される試練に挑み、十四代目「葛葉ライドウ」を襲名する。先達の候補生らがこの試練を突破できずに落命し、唯一の候補生として挑む最中、最後の試練では、里長も試練中止を命じるほどの悪魔の暴走に見舞われたが、同郷の悪魔召喚師でも数少ない悪魔の二体同時召喚を果たした逸材である。里では、厳しい修行と命がけの試練を突破しており、驚異的な身体能力・戦闘能力を持つが、人間的な情緒には疎く寡黙無表情な傾向である。
帝都近郊の「名もなき神社」にて、葛葉一族も配下となる悪魔召喚師を統べる機関「ヤタガラス」の使者より帝都の守護を命じられると、表向きは「探偵見習いの書生」として活動することとなった。「鳴海探偵社」に住み込みながら情報を入手し、悪魔絡みの事件があれば悪魔召喚師としてその解決に当たる。
女生徒達の話によれば、「絵草子からそのまま抜け出してきた王子様」のような極めて端正な容貌の持ち主であり、身に纏う外套の下には愛用の刀と銃、そして悪魔を収めるための管を装備する。
帝都にある「弓月の君高等師範学校」の生徒でもある。常に帽子をかぶっており、銭湯でも脱がない。帝都にある「弓月の君高等師範学校」の生徒でもあるが、ゲーム期間中は事件発生時であり、通学する様子は描かれていない。また、2部作ともに帽子は脱がない。
ゴウト / 業斗 童子（ごうと どうじ）
声 - 中田譲治（2009年・2025年）
「ライドウシリーズ」の主人公・葛葉ライドウの従者。「葛葉の里」里長からお目付け役として任じられた黒猫。
ゴウトの話す言葉はデビルサマナーにしか届かず、他の人には鳴き声にしか聞こえない。高い知能を持つが、「動物としての猫の本能」には逆らえない。口調はくだけた感じで、若輩のライドウを導く。
ゴウトは葛葉一派の禁忌を犯した人間が戒めとして一定期間その姿にされる、一種の刑罰を受けた存在であり、各地のデビルサマナーの所へサポート兼従者として派遣されている。ライドウに付いているゴウトは葛葉一族でもかなり優れた能力を持つ1人だったらしく、デビルサマナーについてもかなり詳しい。
ゴウトにされた経緯は不明だが、ライドウにとって非常に頼りになる存在となる。2作目『対 アバドン王』では、ライドウをサポートする一方、前作よりも口調がさらに重々しくなっており、アドバイスも若干控え目になった。首輪には自前の探偵手帳が仕込まれ、口で筆を咥えて事件の重要語句を記入する筆記術を披露する。